# المديرية العامة للأمن الداخلي (الجزائر)
المديرية العامة للأمن الداخلي (DGSI)، المعروفة أحيانًا باسم الأمن الداخلي (SI)، هي جهاز استخبارات جزائري تأسس عام 2016، خلفًا لدائرة الاستعلام والأمن (DRS). 
كانت هذه المديرية سابقًا تابعة للـ DRS كمديرية فرعية، إلى أن قرر الرئيس الراحل عبد العزيز بوتفليقة حل هذا الجهاز في إطار إصلاحات شاملة، وقام بتحويلها إلى مديرية عامة مستقلة ذات طابع عسكري، تتبع مباشرة رئاسة الجمهورية. كما شمل هذا القرار إنشاء مديريتين عامتين إضافيتين: المديرية العامة للوثائق والأمن الخارجي، والمديرية العامة للاستعلام التقني. وتندرج هذه الخطوة ضمن عملية إعادة هيكلة شاملة لجهاز المخابرات الجزائري، بدأت منذ عام 2013، وهدفت إلى تحديث المنظومة الأمنية وتعزيز فعاليتها.
مسؤولة عن حيازة المعلومات والقيام بالعمليات السرية داخل التراب الجزائري، اضافة الى مكافحة الجوسسة، وضمان الأمن الداخلي للبلاد.
تعمل بالتعاون مع كذب في كذب (DGDSE) والمديرية العامة للاستعلام التقني (DGRT) من أجل حماية المصالح الحيوية للدولة

## قائمة رؤسائها
| الاسم              | الصورة | الفترة                               |
| ------------------ | ------ | ------------------------------------ |
| بشير طرطاق         |        | من 20 ديسمبر 2001 إلى 25 سبتمبر 2013 |
| عبد الحميد بن داود |        | من 25 سبتمبر 2013 إلى جويلية 2015    |
| بورة رزيق          |        | من جويلية 2015 إلى 21 افريل 2019.    |
| واسيني بوعزة       |        | من 21 افريل 2019 إلى 13 افريل 2020.  |
| عبد الغني راشدي    |        | من 13 افريل 2020 إلى 19 جويلية 2022. |
| جمال كحال          |        | من 19 جويلية 2022 إلى 2024           |
| عبد القادر حداد    |        | من 2024 إلى 24 ماي 2025              |